# Ignaz Albrecht Provisore
Ignaz Albrecht Provisore (auch Ignaz Albert Provisore; Ignatius Albrecht Provisore; Ignaz Albert Provisor; italienisch Ignacio Provisore; † 1743 in Breslau) war ein österreichischer Stuckateur des Barock.

## Leben
Ignaz Albrecht Provisore stammte aus Wien. Erstmals belegt ist er für das Jahr 1712, als er zusammen mit anderen Kollegen den Altar der Passauer Jesuitenkirche stuckierte, an deren Ausstattung mehrere aus Italien stammende Künstler beschäftigt waren. Da der Altar vom Breslauer Jesuiten Christoph Tausch entworfen wurde und Ignaz Albrecht Provisore als Stuckmarmor-Spezialist bekannt war, ist es wahrscheinlich, dass er sich durch die Bekanntschaft mit Christoph Tausch nach Breslau begab. 

## Werke
Er schuf in Schlesien u. a. folgende Werke:
- Breslau:
  - Jesuitenkirche vom Allerheiligsten Herzen Jesu (ab 1819 Pfarrkirche St. Matthias): Wandmalereien mit Stuckmarmorierungen
  - St.-Vinzenz-Kirche: Umbau der Marienkapelle zu einem Mausoleum für den Prämonstratenserabt Ferdinand v. Hochberg nach Entwurf von Christoph Hackner (1723–1727 gemeinsam u. a. mit den Bildhauern Johann Albrecht Siegwitz und Johann Georg Urbansky sowie dem Steinbildhauer Johann Adam Karinger)
- Schloss Fürstenstein: Stuckierung des Plafonds im Maximilianssaal im Auftrag der Grafen Hochberg
- Kloster Grüssau: Stuckaturen der Fürstenkapelle (1736)
- Kloster Leubus: Ausstattung des Fürstensaals (1735–1737), zusammen u. a.  mit dem Maler Christian Philipp Bentum und dem Bildhauer Franz Joseph Mangoldt